# Bleeksnavelmierpitta
De bleeksnavelmierpitta (Grallaria carrikeri) is een zangvogel uit de familie Grallariidae (mierpitta's). Deze vogel is genoemd naar de Amerikaanse ornitholoog Melbourne Armstrong Carriker (1879-1965) vanwege zijn verdiensten op het gebied van de kennis van vogels van de Andes.

## Verspreiding en leefgebied
Deze soort is endemisch in Peru.

## Status
De grootte van de populatie is in 2018 geschat op 90.000 volwassen vogels. Op de Rode lijst van de IUCN heeft deze soort de status niet bedreigd.